# Endophyllum sempervivi
Endophyllum sempervivi är en svampart som först beskrevs av Alb. & Schwein., och fick sitt nu gällande namn av de Bary 1863. Endophyllum sempervivi ingår i släktet Endophyllum och familjen Pucciniaceae.   Inga underarter finns listade i Catalogue of Life.